# 昭披耶·提帕戈拉翁
昭披耶·提帕戈拉翁（1813年—1870年），原名坎·汶那，泰國貴族、官員、學者。
坎·汶那出生在汶那家族中。此家族祖先來自波斯。坎·汶那的父親是滴·汶那（瑪哈·巴育拉翁）曾擔任拉瑪四世時期的攝政。坎的長兄川·汶那（西·索里亞翁）則是拉瑪五世時期的攝政。
坎在拉瑪三世時期擔任外交大臣。拉瑪三世死後，汶那家族在指定王位繼承人中扮演重要角色。坎強烈支持拉瑪四世，因而在拉瑪四世繼位後，坎歷任要職，1855年出任財政部長，1865年，獲得昭披耶·提帕戈拉翁這一封爵。
1867年因健康原因退出政界，此後專心研究歷史和宗教。1867年，他寫下了《萬物之書》（Nangsue Sadaeng Kitchanukit）。他受拉瑪五世的委託，編寫關於卻克里王朝四位先王的歷史書籍。此書在其生前完成，但拉瑪三世的部份涉及一位權貴王子有同性戀傾向而引發爭議，直到1934年才發表。此書後來多次被修改，尤其是丹龍·臘賈努巴，刪除了涉嫌誹謗先王的內容。今日的《拉達那哥欣皇家編年史》的最常見版本就是臘賈努巴刪改過的。

## 外部連結
- （泰文） 拉達那哥欣皇家編年史（拉瑪一世部份） （页面存档备份，存于）